# Finlandssvenska psalmboken
Svensk psalmbok för den evangelisk-lutherska kyrkan i Finland är den svenskspråkiga psalmboken som används i svensk- och tvåspråkiga församlingar i den evangelisk-lutherska kyrkan i Finland.
Eftersom Finland efter Finska kriget år 1809 blev ett storfurstendöme under Ryssland, var det inte självklart att Sveriges psalmbok också skulle vara det svenskspråkiga Finlands officiella psalmbok. Det kom fram förslag, bland annat av Finlands ärkebiskop Jacob Tengström, att man kunde använda den nya svenska psalmboken, "Wallinska psalmboken" i de svenska församlingarna i Finland, eller att den kunde användas som grund för en ny, egen finlandssvensk psalmbok. Den Wallinska psalmboken (1819 års svenska psalmbok) kunde inte antas som en officiell psalmbok Finland, utan den karolinska psalmboken (1695 års psalmbok) fortsatte att användas ända till år 1886.

## Psalmboken 1886
Första initiativet att förnya psalmboken kom vid reformationsjublileet 1817, och man beslöt att tillsatta en kommitté för arbetet. Det dröjde ända till 1853 då en ny kommitté tillsattes.
Kommittén bestod av ärkebiskop Edvard Bergenheim som ordförande, biskopar Carl Gustaf Ottelin och Robert Valentin Frosterus, rektor Lars Stenbäck, professor Bengt Olof Lille och lektor Johan Ludvig Runeberg. Tre av kommitténs medlemmar, Runeberg, Stenbäck och Lille, skulle utarbeta var sitt förslag till en ny psalmbok. Endast Runeberg kom med ett förslag 1857, och det utgjorde grunden för den blivande psalmboken. Senare blev även biskop Frans Ludvig Schauman och professor Zacharias Topelius medlemmar i kommittén. Kommittén utarbetade flera förslag tills den sista blev klart 1878, och den nya psalmboken, ”Svensk Psalmbok för de evangelisk-lutherska församlingarne i Storfurestendömet Finland” kunde antas av kyrkomötet 1886. Den var den första egna svenska psalmboken för den evangelisk-lutherska kyrkan i Finland, och den antog i samma kyrkomöte som den nya finskspråkiga psalmboken.

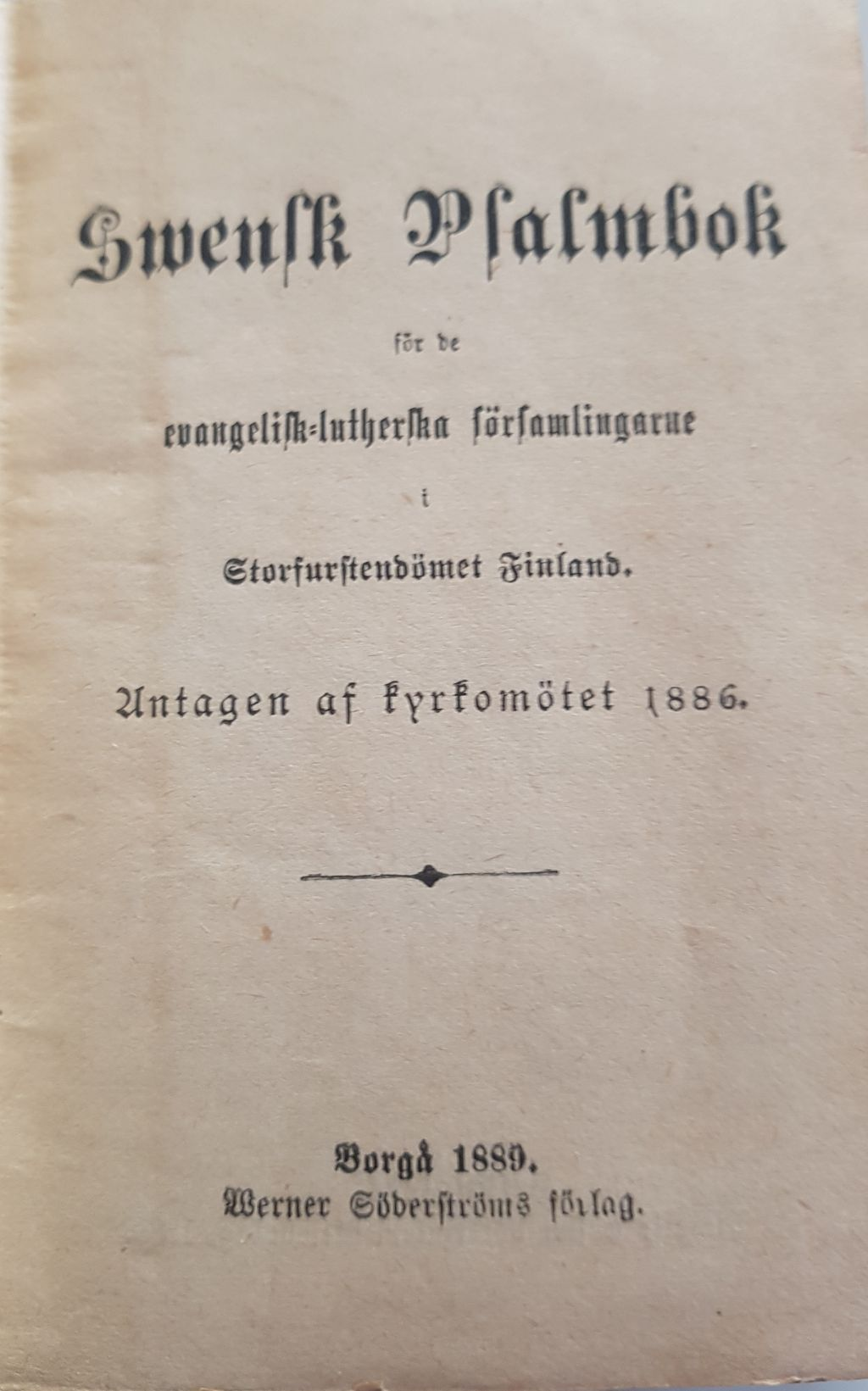
Psalmboken 1886, titelsida

I psalmboken fanns 500 psalmer. Av dem var ca 350 hämtade ur den förra psalmboken från år 1695. Bland ”nya” psalmförfattare fanns J.L. Runeberg med 45 psalmer, Zacharias Topelius med 29 psalmer, Johan Olof Wallin med 14 psalmer, Bengt Olof Lille fem psalmer, Lars Stenbäck fyra psalmer och Elias Lönnrot 3, Frans Michael Franzén tre psalmer samt av ”gamla” psalmförfattare Haquin Spegel med 27 psalmer. 

## Psalmboken 1943
En ny svensk psalmbok för Finlands evangelisk-lutherska kyrka antogs av kyrkomötet 1943 samt en ny svensk koralbok 1948. I psalmboken ingick 631 psalmer. På 1960-talet genomfördes ytterligare en koralrevision. 
Även i denna psalmbok är Runeberg den mest representerade författare. Han anges som författare eller översättare för 82 psalmer, av vilka 42 är hans egna psalmer.  Vidare finns det 30 psalmer av Zacharias Topelius, 20 av Jacob Tegengren, fem av Lars Stenbäck och fyra av Elias Lönnrot. De viktigaste svenska psalmförfattarna från 1800-talet och senare var Johan Olof Wallin med 22 psalmer, Franz Mikael Franzén 10, Paul Nilsson 8, Lina Sandell-Berg med 6 och Anders Frostenson med tre psalmer.
Bland nya psalmer i psalmboken fanns ca 20 psalmer, vilka var översatta från finskan, t.ex. tre psalmer av Elias Lönnrot, tre av Simo Korpela, två av Wilhelmi Malmivaara, två av Hilja Haahti samt en av A. V. Koskimes.

## Psalmboken 1986
Den nuvarande psalmboken antogs av kyrkomötet 1986, på samma gång som den finskpråkiga psalmboken, Suomen evankelis-luterilaisen kirkon virsikirja. I den svenskspråkiga psalmboken finns 585 psalmer. Ett tillägg, "Sång i Guds värld" med 146 psalmer, antogs av kyrkomötet 2015.
En stor del av psalmerna ingår inte i Finlands finska psalmbok eller i Svenska kyrkas psalmbok utgiven samma år. Det finlandssvenska särstoffet i psalmboken är ungefär en fjärdedel av psalmerna i psalmboken, och de psalmerna förekommer inte i övriga psalmböcker. Ungefär en lika stor del psalmer är gemensamma för alla de tre psalmböckerna i Finland och Sverige. 45 % av psalmerna är gemensamma med den finska psalmboken och 57 % med den rikssvenska.
Traditionen att ha en egen svensk psalmbok i Finland är lång. Runeberg och Zacharias Topelius, två av 1800-talets bemärkta finländska kulturpersonligheter, medverkade vid den första psalmbokens tillkomst. De efterkommande generationerna har förvaltat arvet från 1800-talet och fortsatt med psalmboksarbetet i Finland. Psalmboken är en del av det finlandssvenska kulturarvet. De svenskspråkiga i Finland är inte rikssvenskar och de har inte heller tillägnat sig den finskspråkiga psalmkulturen på ett sådant sätt att de skulle ha velat översätta den finska psalmboken till svenska.